# Томсен, Кайно
Кайно Томсен-Фуатага (англ. Kaino Thomsen-Fuataga, род. 12 мая 1991) — самоанский тхэквондист, участник Олимпийских игр 2012 года в составе команды Самоа.

## Карьера
На Олимпиаде в 2012 году принял участие в соревнованиях в весовой категории свыше 80 кг. Однако в первом же круге уступил габонцу Энтони Обаме (2—9).
Позже в рамках утешительных соревнований проиграл кубинцу Робелису Деспанье (2—14).